# Скотолозтво (фільм)
«Скотоло́зтво» (італ. Bestialità) — італійський кінофільм 1976 року, еротична драма, поставлена режисером Пітером Скерлом з французькими акторами Філіпом Маршем і Жульєт Майнієль, а також італійською акторкою Леонорою Фані в головних ролях. В основі сюжету дві паралельні лінії. Перша — історія про збоченість та трагічну долю матері та доньки, що вступили в інтимні стосунки зі своїм псом. Інша — про подружню пару, що припливають на майже безлюдний острів і, в пошуках нового сексуального досвіду, знайомляться з молодою дівчиною, хазяйкою добермана.
Фільм вважається одним з найскандальніших італійських стрічок 1970-х років. За ідеєю Луїджі Монтефіорі (більш відомого під псевдонімом Джордж Істмен) та тодішнього режисера без громадянства Пітера Скерла було знято фільм на табуйовану тему з майже брутальним змістом: зоофілія, стосунки втрьох, сексуальні стосунки між молодими дівчатами та старшими чоловіками.
У стрічці також знімається італійська кіно- і порноакторка Ілона Шталлер, що більше відома під сценічним ім'ям Чиччоліна.

## Сюжет

Леонора Фані в образі Жанін та пес по кличці Сатана

Події фільму розгортаються на острові в Середземному морі. Маленька Жанін мимоволі стає свідком девіантних сексуальних стосунків її матері з сімейним собакою. Батько, дізнавшись про це, з помсти підпалює будинок. В пожежі помирає мати дівчинки, але пес виживає. Жанін, травмована такими подіями, продовжує жити зі звіром.
Через багато років на середземноморський острів по роботі переїжджає подружня пара, що переживає кризу стосунків: архітектор Поль (Філіп Марш) і його дружина Іветт (Жульєт Майнієль). На той час острів був населений кількома людьми: калікою-рибалкою Уго (Енріко Марія Салерно) та молодою дівчиною Жанін (Леонора Фані), яку весь час супроводжує доберман. Жанін живе в руїнах сімейного замку, підпаленого колись батьком, щоб помститися собаці, якого пізніше врятував Уго.
Після знайомства, дівчина встановлює приязні відносини з парою, в тому числі й сексуальні, пробуджуючи приспані почуття Поля. Доберман Жанін, з яким вона, як і її мати, кохалася, ревнує дівчину і врешті решт загризає до смерті. Після цього собаку вбиває рибалка Уго.
Іветт після багатьох років спроб, нарешті завагітніла. Однак, і вона, і Поль уражені сифілісом, тож невідомо чи народиться дитина здоровою. Після оголошення «медичного вироку» Поль запитує дружину: «Що ми тепер будемо робити?» й вона відповідає:
|  | Нас покарали… |

## Знімальна група

### Акторський склад
| Актор                | Роль                | В оригіналі       |
| -------------------- | ------------------- | ----------------- |
| Філіп Марш           | Поль, архітектор    | Paul, l'architeto |
| Жульєт Майнієль      | Іветт, дружина Поля | sua moglie Yvette |
| Леонора Фані         | Жанін               | Jeanine           |
| Енріко Марія Салерно | Уго, рибалка        | Ugo, il pescatore |
| Франка Стоппі        | мати Жанін          | madre di Jeanine  |
| Пауль Мюллер         | батько Жанін        | padre di Jeanine  |
| Енніо Бальбо         |                     |                   |
| Ілона Шталлер        | Єва                 | Eva               |
| Маріса Валенті       |                     |                   |
| Лоренцо Фінескі      |                     |                   |
| Чинція Романацці     |                     |                   |
| Катаріна Вільямс     |                     |                   |
| Даніела Петруцці     |                     |                   |
| Марія Тедескі        |                     |                   |
| Родольфо Лоді        |                     |                   |
| П'єро Маззінгі       | Серж Брассер        | Serge Brasseur    |
| Руджеро Россі        |                     |                   |

### Основний творчий колектив
- Режисер: Пітер Скерл[it];
- Сценарій: Луїджі Монтефіорі[it], Пітер Скерл[it];
- Оператор-постановник: Джузеппе Бернардіні;
- Музика: Коріолано Ґорі[it];
- Монтаж: Вергіліо Маттеї;
- Художник: Массімо Лентіні[it].

### Знімання
- Костюми: Массімо Лентіні[it];
- Макіяж: Маріса Тіллі;
- Зачіски: Ріта Лауренті;
- Асистент режисера: Джуліана Ґамба[it];
- Оператор: Серджіо Меларанчі;
- Асистент оператора: Фабіо Конверсі;
- Асистент монтажу: Амадео Моріані;
- Електротехнік: Фортунато Терензі;
- Швачка: Піа Монако;
- Звук: Фіоренцо Маглі;
- Монтаж звуку: Луїджі ді Фіорі;
- Старший механік: Маріо Бокканегра;
- Фотограф: Джуліана де Россі;
- Керівник сценарію: Сімонетта Рімольді;
- Художник постеру: Енріко де Сета[it].[джерело?]

### Постпродукція
- Продюсер: Уго Валенті, Пітер Скерл[it];
- Супервізор продакшену: Нальдо Ніббі;
- Секретар продакшену: Чезаре Коромальді.[4]

## Версії щодо режисури
Існують деякі сумніви щодо того хто насправді був режисером і скільки їх було. Після виходу стрічки на екрани у пресі його презентували, як фільм Пітера Скерла, «учня славетного шведського режисера Інгмара Бергмана». Однак, ця версія часто відкидається серед кінокритиків. Не в останню чергу через особу самого Скерла, якого деякі критики вважають сценічним ім'ям когось зі знімальної групи. Зокрема, авторство фільму, окрім версії про реальне існування Пітера Скерла, приписують:
- монтажеру Вергіліо Маттеї[4] (приписування фільму Маттеї пов'язано з відсутністю громадянства Пітера на час зйомок, пізніше він отримав паспорт громадянина США. Насправді Маттеї та Скерл є шуринами.[5]);
- асистентці режисера Джуліані Ґамбі[it][4] (Ґамба після свого дебюту в кіно завдяки Джо д'Амато підписувала свою участь у зніманні псевдонімом «Джон Коста»[5]);
- або Луїджі Монтефіорі (він же Джордж Істмен[it]).[4]

## Характеристика
Сценаристи, Луїджі Монтефіорі та Пітер Скерл у фільмі підійняли табуйовану тему сексуальних девіацій. Кінематограф Італії на той час, у 1976 році, був одним з небагатьох, що продукував кінокартини на провокаційні й скандальні теми, зокрема у 1969 році вийшли «Загибель богів» Лукіно Вісконті та «Свинарник» П'єра Паоло Пазоліні, пізніше «Велике їдло» Марко Феррері та «Нічний портьє» Ліліани Кавані, а незадовго до виходу «Скотолозства» на великі екрани потрапив останній фільм Пазоліні «Сало́, або 120 днів Содому». Лише італійське кіно мого підняти такі теми, як зоофілія, стосунки втрьох, сексуальні стосунки між молодими дівчатами та старшими чоловіками, але водночас не робити їх самоціллю стрічки.

## Прокат
В більшості країн фільм виходив в прокат під оригінальною італійською назвою (італ. Bestialità), робоча назва під час знімання «Слід під шкірою» (італ. Il segno sotto la pelle). Також мали місце оригінальні назви в деяких країнах:
- Європа,  США,  Велика Британія,  Канада,  Сінгапур та в міжнародному прокаті — англ. Dog Lay Afternoon;
- альтернативна назва міжнародного прокату — англ. Bestiality;
- Франція,  Бельгія — фр. Bestialité;
- Бельгія — нід. Beestigheden;
- Іспанія — ісп. Bestialidad;
- Туреччина — тур. O'nun Hikâyesi, альтернативна назва тур. Köpek Aşkı;
- в країнах Азії — англ. Dog Lay Afternoon; англ. Dog Lay Afternoon: Zoogalitarianism 1 та англ. Zoogalitarianism 1.

Фільм вийшов в прокат в Італії 16 листопада 1976 року. В Туреччині прем'єра відбулася у березні 1977 року.
Дистриб'юторами в Італії стали компанії Indipendenti Regionali та Società Italiana Distributori Associati (SIDA). VHS-релізом займалася італійська компанія De Laurentiis Ricordi Video. В інших країнах:
- Іспанія — Arturo Marcos Tejedor;
- Бельгія — Les Films du Dragon;
- Туреччина — Irfan Film.[3]

Повнометражний фільм мав стати частиною трилогії, яка так і не була завершена через фінансові проблеми. Планувалося випустити сиквел під назвою «Скотолозтво 2» (італ. Bestialità 2). Виробництво було майже завершено, але призупинено через брак коштів.
Багато років робота Скерла не випускалася на домашньому відео. 2019 року вийшла DVD-версія, змонтована Nocturno Cinema. Реліз випускається компанією Cecchi Gori Home Video від імені Nocturno. 83-хвилинна стрічка була зроблена у форматі 2.35:1, до неї також додано альтернативну кінцівку сюжету й документальний фільм з інтерв'ю тривалістю понад 20 хвилин з участі Джанні Мартуччі, режисера, що був колись знайомий з Пітером Скерлом.